# 泣き笑いさくらんぼ劇団
『泣き笑いさくらんぼ劇団』（なきわらいさくらんぼげきだん）は、1960年4月3日から同年7月31日まで、KRテレビ（現：TBSテレビ）系列の『タケダアワー』（日曜19:00 - 19:30）で放送されたテレビドラマである。制作はKRテレビと宣弘社。
『月光仮面』『豹の眼』と2作続いた大瀬康一主演作から一転、女性を主人公とした作品となった。旅芸人一座を飛び出した女芸人が自ら一座を結成し、旅をしながら芸を披露するといった内容。
DVD『宣弘社フォトニクル』（2015年）では、映像およびスチル写真は存在しないとしている。

## 出演者
- 笠置シズ子
- 若水ヤエ子
- 桜京美
- 市川寿美礼
- 安田千永子
- 奈良あけみ
- 藤戸木綿子
- 飯田蝶子

ほか

## 脚本
- 山下与志一
- 伊豆肇

伊豆は劇中にも出演した。